# El Barranquete
El Barranquete es una localidad y pedanía perteneciente al municipio de Níjar (Almería, Andalucía, España), situada a 25 km de la capital de la provincia, Almería. Su población en 2014 fue de 1030 habitantes.

## Historia

### Prehistoria y Edad Antigua
La cultura de los Millares (2500-1800 a.d. C.)
Cerca de la localidad se encuentra un poblado y una necrópolis. En ella hay 11 enterramientos en Tholos excavados, que datan del año 2330 a. C. La civilización que lo pobló debió tener la economía basada en la agricultura, desarrollar la industria del sílex  y  destaca por la extracción y manipulación del cobre, una novedad por la que puede ser considerada puente hacia la Edad de los Metales. 
De esta cultura también existen restos en los yacimientos de El Tarajal y Amarguilla, situados al este de esta localidad.

## Demografía
En 2009, El Barranquete cuenta con una población de 915 habitantes, que se ha visto incrementada en un 57% desde el año 2000. De ellos, aproximadamente la mitad son extranjeros de 10 nacionalidades distintas (Alemania, Francia, Lituania, Polonia, Rumania, Cuba, Ghana, Malí, Marruecos y Ucrania), siendo la inmensa mayoría no comunitarios procedentes de Marruecos. [cita requerida]
Número de habitantes en los últimos diez años: 
| 2000 | 2001 | 2002 | 2003 | 2004 | 2005 | 2006 | 2007 | 2008 | 2009 |
| ---- | ---- | ---- | ---- | ---- | ---- | ---- | ---- | ---- | ---- |
| 653  | 724  | 757  | 791  | 805  | 926  | 923  | 861  | 869  | 915  |

## Economía
La principal fuente de ingresos de la localidad es la agricultura intensiva bajo plástico, es decir, en invernaderos. La otra fuente principal de ingresos la localidad es la extracción de áridos, arena, piedra, etc.[cita requerida]

## Cultura

### Fiestas y eventos
Las fiestas patronales de esta pedanía comienzan la tercera semana de junio. Son en honor de la Virgen de la Esperanza. Entre los actos destacan la misa y la procesión por las calles de la localidad.
Otros eventos destacables son el pequeño Viacrucis del Cristo crucificado, que se realiza el Jueves Santo por la noche, y las Cruces de Mayo, en que las asociaciones de El Barranquete realizan y exponen una cruz para la participación en el concurso de cruces del Ayuntamiento de Níjar.

### Literatura
En 1954, el escritor catalán Juan Goytisolo escribió el libro Campos de Níjar. En ella dedica un fragmento de su obra a la localidad, relatando lo siguiente. 

“Atravesamos unos campos de avena entreverados de amapolas y de unas florecillas amarillas que llaman aquí vinagreras. El camión sube la cuesta renqueando y, de improviso, divisamos dos poblados morunos, separados por un río seco. El más cercano a nosotros se llama Rambla Morales. Atado a la puerta del estanco, un cerdo hoza la tierra del borde de la carretera.  Bajamos el badén y el Sanlúcar frena al llegar a la Rambla. Un grupo de mujeres, ataviadas como las mojaqueras, lavan la ropa en la fuente, a la sombra de los eucaliptos. Mi compañero se acerca a una y le entrega una carta.

	Yo me he apeado también y, desde el arenal, contemplo el segundo poblado. Las casas de El Barranquete son rectangulares, con ventanucos cuadrados y cúpulas. De lejos recuerda las caperuzas de los trulli de la campiña de Ostuni y Martina-Franca en el sur de Italia, pero aquí los casquetes son únicos. Entre las pitas y nopales, los muros enjalbegados reverbera al sol. Unos niños medio desnudos juegan con la arena y al badén se asoma una chiquilla montada sobre un asno. Sanlúcar ha regresado al camión, se detiene a mi lado y mira las casas blancas del pueblucho.
-	Parece África, ¿verdad? – dice leyéndome el pensamiento.”